# Roslavl
Roslavl (rusky Рославль) je město ve Smolenské oblasti v Rusku. Leží na levém, západním břehu Osťoru, přítoku Sože, nedaleko běloruské hranice a ve vzdálenosti 123 kilometrů na jihojihovýchod od Smolenska, správního střediska oblasti. Nejbližším městem k Roslavlu je Děsnogorsk 35 kilometrů na severovýchod. V roce 2013 žilo v Roslavlu přes třiapadesát tisíc obyvatel.

## Dějiny
Roslavl založil v roce 1137 pod jménem Rostislavl (Ростиславль) smolenský kníže Rostislav Mstislavič na křižovatce obchodních cest. Od roku 1408 bylo město součástí Litevského velkoknížectví. V roce 1654 poznamenala město rusko-polská válka a dobyl jej Alexej Nikitič Trubeckoj, poslední kníže Trubeckého knížectví. Na základě Andrusovského příměří z 30. ledna 1667 pak připadl Roslavl Ruskému impériu.
Za druhé světové války dobyli Roslavl v roce 1941 Němci v rámci bitvy u Smolenska. Rudá armáda dobyla Roslavl zpět 25. září 1943 v rámci operace Suvorov.

## Rodáci
- Michail Osipovič Mikešin (1835 – 1896), ruský sochař